# Coleman County
Das Coleman County ist ein County im Bundesstaat Texas der Vereinigten Staaten. Das U.S. Census Bureau hat bei der Volkszählung 2020 eine Einwohnerzahl von 7.684 ermittelt. Der Sitz der County-Verwaltung (County Seat) befindet sich in Coleman.

## Geographie
Das County liegt nahe dem geographischen Zentrum von Texas und hat eine Fläche von 3319 Quadratkilometern, wovon 55 Quadratkilometer Wasserfläche sind. Es grenzt im Uhrzeigersinn an folgende Countys: Callahan County, Brown County, McCulloch County, Concho County, Runnels County und Taylor County.

## Geschichte
Coleman County wurde am 1. Februar 1858 aus Teilen des Brown County und Travis County gebildet und die Verwaltungsorganisation am 6. Oktober 1864 abgeschlossen. Benannt wurde es nach Robert M. Coleman (1797–1837), einem Soldaten während der texanischen Revolution und Aide-de-camp von Sam Houston.

## Demografische Daten
Nach der Volkszählung im Jahr 2000 lebten im Coleman County 9.235 Menschen in 3.889 Haushalten und 2.609 Familien. Die Bevölkerungsdichte betrug 3 Einwohner pro Quadratkilometer. Ethnisch betrachtet setzte sich die Bevölkerung zusammen aus 88,53 Prozent Weißen, 2,19 Prozent Afroamerikanern, 0,62 Prozent amerikanischen Ureinwohnern, 0,22 Prozent Asiaten, 0,01 Prozent Bewohnern aus dem pazifischen Inselraum und 6,53 Prozent aus anderen ethnischen Gruppen; 1,91 Prozent stammten von zwei oder mehr Ethnien ab. 13,96 Prozent der Einwohner waren spanischer oder lateinamerikanischer Abstammung.
Von den 3.889 Haushalten hatten 27,2 Prozent Kinder oder Jugendliche, die mit ihnen zusammen lebten. 53,8 Prozent waren verheiratete, zusammenlebende Paare, 9,3 Prozent waren allein erziehende Mütter und 32,9 Prozent waren keine Familien. 30,2 Prozent waren Singlehaushalte und in 17,4 Prozent lebten Menschen im Alter von 65 Jahren oder darüber. Die durchschnittliche Haushaltsgröße betrug 2,33 und die durchschnittliche Familiengröße betrug 2,88 Personen.
23,6 Prozent der Bevölkerung war unter 18 Jahre alt, 6,6 Prozent zwischen 18 und 24, 22,7 Prozent zwischen 25 und 44, 24,0 Prozent zwischen 45 und 64 und 23,0 Prozent waren 65 Jahre alt oder älter. Das Medianalter betrug 43 Jahre. Auf 100 weibliche Personen kamen 92,2 männliche Personen und auf 100 Frauen im Alter von 18 Jahren oder darüber kamen 88,1 Männer.
Das jährliche Durchschnittseinkommen eines Haushalts betrug 25.658 USD, das Durchschnittseinkommen einer Familie betrug 31.168 USD. Männer hatten ein Durchschnittseinkommen von 25.993 USD, Frauen 17.378 USD. Das Prokopfeinkommen betrug 14.911 USD. 15,5 Prozent der Familien und 19,9 Prozent der Einwohner lebten unterhalb der Armutsgrenze.

## Städte und Gemeinden
- Burkett
- Coleman
- Content
- Echo
- Fisk
- Goldsboro
- Gouldbusk
- Leaday
- Mozelle
- Novice
- Rockwood
- Santa Anna
- Silver Valley
- Talpa
- Valera
- Voss
- Whon